# Adraxius
Adraxius war ein antiker römischer Toreut (Metallbildner), der im letzten Viertel des 1. Jahrhunderts tätig war. Als Wirkort wird der Niederrhein angenommen, wahrscheinlich in der Gegend um Nijmegen.
Adraxius ist heute nur noch aufgrund von zwei Signaturstempeln auf Bronzen bekannt, die beide in einem Grab mit einer Bronzeschale des Matutio in De Waal auf der Insel Texel in den Niederlanden gefunden wurden. Die Signatur lautet lateinisch ADRAXIVSF, ergänzt zu Adraxius fecit: Adraxius hat gefertigt. Bei den Stücken handelt es sich um:
1. Bronzekelle, gefunden in De Waal.[2]
2. Bronzesieb, gefunden in De Waal.[3]

## Einzelbelege
1. ↑  Sommeltjes. Abgerufen am 27. Juni 2021.
2. ↑  Richard Petrovszky: Studien zu römischen Bronzegefäßen mit Meisterstempeln. Leidorf, Buch am Erlbach 1993, S. 189–190, Nr. A.05.01; CIL 13, 10027,2.
3. ↑  Richard Petrovszky: Studien zu römischen Bronzegefäßen mit Meisterstempeln. Leidorf, Buch am Erlbach 1993, S. 190, Nr. A.05.02; CIL 13, 10027,2.

| Personendaten    | Personendaten                              |
| ---------------- | ------------------------------------------ |
| NAME             | Adraxius                                   |
| KURZBESCHREIBUNG | antiker römischer Toreut                   |
| GEBURTSDATUM     | 1. Jahrhundert v. Chr. oder 1. Jahrhundert |
| STERBEDATUM      | 1. Jahrhundert oder 2. Jahrhundert         |